# 里諾鎮區 (密歇根州)
里諾鎮區（英語：Reno Township）是位於美國密歇根州艾奧斯科縣的一個行政鎮區。

## 地方資料
里諾鎮區的面積為91.70平方千米，當中陸地面積為91.60平方千米，而水域面積為0.10平方千米。根據2020年美國人口普查的數據，當地共有人口632人，而人口密度為每平方千米6.89人。